# Hora temporaria

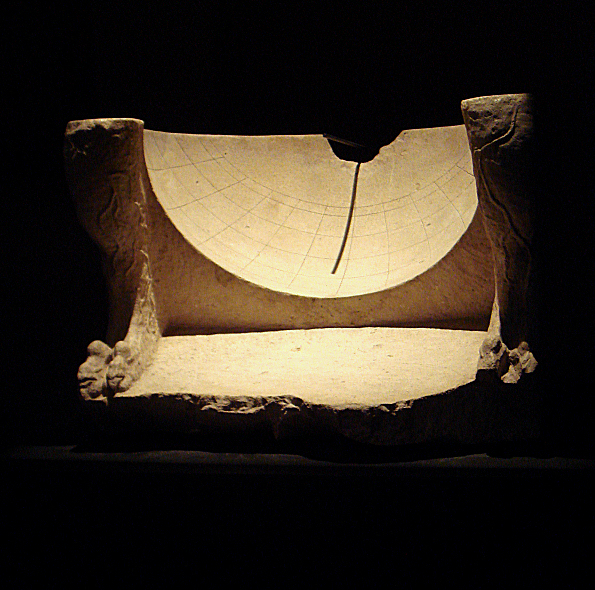
Reloj de sol romano mostrando su red horaria temporaria.

Las horas temporarias (denominadas también como horas romanas e incluso horas desiguales y horas antiguas) corresponden a un sistema de medición del tiempo que corresponde a una división del arco diurno en doce partes iguales. Cada hora temporaria es la doceava parte de dicho arco, lo que se traducía en doce partes iguales del día natural. Esta división del tiempo es muy antigua y en la historia de la gnomónica puede verse empleada en ciertos relojes de sol. El trazado de relojes de sol que tienen este sistema horario se ha venido realizando desde muy antiguo mediante un trazado geométrico denominado analema de Vitrubio. Este sistema horario devino en la vida conventual de la Edad Media en el sistema de horas canónicas empleadas en la liturgia cristiana. Este tipo de sistema estuvo vigente en la cultura nipona rural hasta el siglo XX. Su declive comenzó en occidente en el siglo XVIII cuando los relojes mecánicos comenzaron a ser efectivos como máquinas medidoras del tiempo, en la actualidad, a comienzos del siglo XXI, es un sistema horario que se encuentra completamente en desuso.

## Características
Este sistema horario temporario tiene como característica que los días de verano, al ser de mayor duración que los días invernales, posee horas temporarias de mayor longitud. Mientras que en invierno, al tener un menor arco diurno las horas son de menor intervalo. Es decir, su duración depende de las estaciones del año, siendo las horas más largas en el solsticio de verano, y más cortas en el de invierno. Existe el mismo concepto en el arco nocturno (suplementario de 360°) donde figuran las horas nocturnas como su doceava parte. De esta forma en los meses de verano cuando las horas temporarias son extensas las propias nocturnales son breves, ocurriendo al contrario en los meses de invierno. Solo en los dos días de equinoccio la longitud del día se iguala a la extensión de la noche mostrando ambas horas, la diurna y nocturna,  el mismo intervalo.  Es por esta razón variable a lo largo de las estaciones por la que se denominan en algunas ocasiones como horas estacionales o incluos como horas desiguales.

## Historia

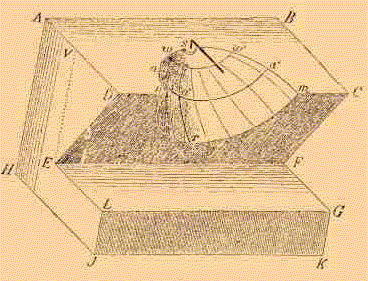
Escaphe griego.

Se tiene noticia del uso de esta división del tiempo desde épocas anteriores a la cultura babilónica.  La astronomía egipcia las empleaba en sus dos formatos: horas diurnas y nocturnas. Algunas de sus primeros relojes de sol, e incluso clepsidras indicaban en sus escalas las horas temporarias. La Biblia menciona en varias ocasiones horas empleando este sistema temporario, así es en la parábola de los trabajadores de la viña (véase Evangelio de San Mateo (XX, 1-15). Su uso se extendió a lo largo del mediterráneo llegando a Grecia donde se tradujo en una media del tiempo civil.
Los romanos empleaban este sistema horario traído desde Egipto y Grecia. Su uso regía los eventos castrenses como lo es las guardias militares, los eventos del senado. El arquitecto romano del siglo I denominado Vitruvio describe en su libro IX de "De architectura"  su construcción en los relojes solares quedando a la posteridad como el analema de Vitrubio. El analema que se concibe como un método empírico es completamente demostrado en el siglo XVIII por el alemán Cristophorus Clavius. Al fundamentarse estas horas en la división del arco diurno en doce partes iguales, es decir en un divisor de tres, su trazado se relacionaba directamente con el problema de la trisección del ángulo en la geometría clásica. Es por esta razón por la que hasta comienzos del siglo XIX no se pudo establecer la verdadera naturaleza geométrica de las horas temporarias en los relojes de sol que representaban estas horas.
En la Edad Media fueron reinterpretadas y debido a la construcción de los relojes solares de horas canónicas derivaron en un instrumento de regulación monástica y de oficios religiosos: convirtiéndose en las horas litúrgicas o canónicas. En la Edad Media se creó además una variante astrológica de este sistema temporario asignando cada hora a un planeta. La aparición de nuevos relojes solares con el gnomon paralelo al eje terrestre que proporcionaba un sistema de horas iguales, así como la evolución a unas maquinarias más efectivas para la medida del tiempo en los relojes solares provocó que su uso fuera decayendo. Los relojes mecánicos se decantaron por la representación de horas iguales, evitando el uso de temporarias debido en parte a lo complicado de su evolución en una maquinaria. Algunas culturas asiáticas han venido empleando este sistema horario hasta comienzos del siglo XX.

## Trazado en relojes solares

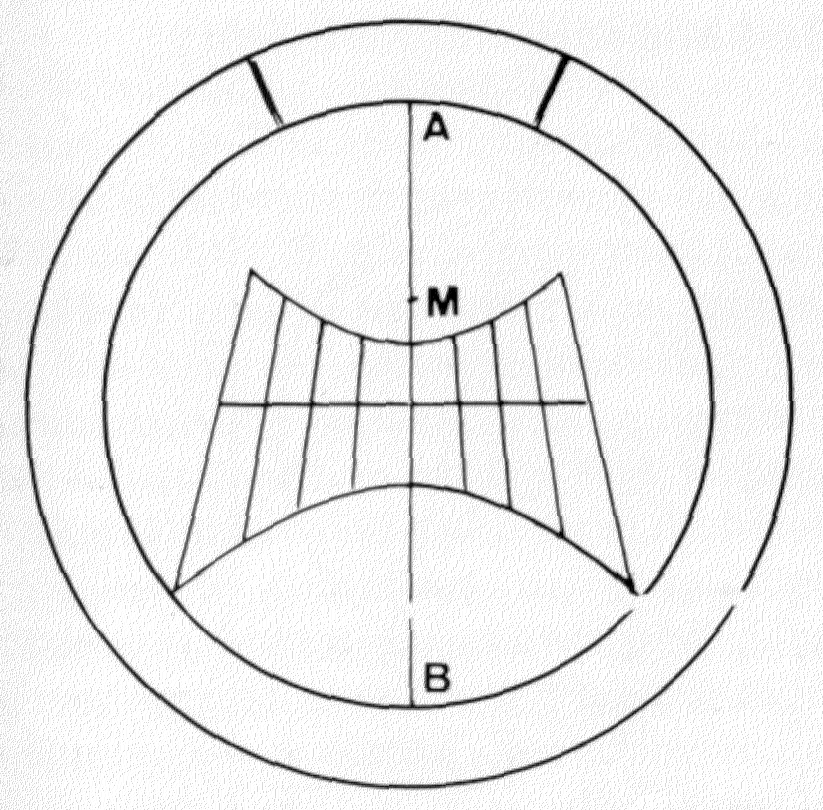
Disposición de las horas temporarias en un Discum in Planitia Romano

El método más sencillo para el trazado es el empleo del denominado analema de Vitrubio. Este procedimiento geométrico divide el arco diurno en doce partes. El procedimiento clásico empleado es muy sencillo. Se procede a dividir el arco diurno del solsticio de verano en doce partes y a representar en la superficie del reloj mediante proyección gnomónica cada una de las doce divisiones. Se procede de la misma forma con el arco diurno del solsticio de invierno. Finalizada la proyección de cada una de las divisiomes del arco diurno de ambos solsticios. Se supone que las dos divisiones correspondientes pasan por un círculo máximo, es decir que su representación en estos relojes mediante una proyección gnomónica resulta ser una línea recta.
Esta suposición se realizó durante muchos siglos en el trazado y diseño de relojes de sol, aceptándolo sin realizar demostración previa. Esto suponía que los relojes de horas temporarias en superficies planas tenían forma de rectas (la proyección gnomónica de un círculo máximo se representa en una línea recta). Algunos autores como Al-Battani hicieron intento de suponer que estas líneas rectas se transformaban en curvas, sobre todo a grandes latitudes (por encima de los 60°). El avance de la geometría analítica a finales del siglo XIX promovió que se demostrara que la verdadera naturaleza de las curvas horarias temporarias en este tipo de relojes. Estas curvas horarias correspondían a secciones de polinomios de grado octavo. Este descubrimiento se hizo ya cuando los relojes de horas temporarias se encontraban en completo desuso. La diferencia entre suponer una recta y una curva, es mayor, cuanto más es la latitud de diseño del reloj. Al ser la mayoría de los casos diseñados en latitudes del mediterráneo no resulta apreciable el error. El primero en recopilar el conocimiento completo acerca del trazado de las horas temporarias es el historiador de la ciencia alemán Joseph Drecker que en 1925 realiza la descripción analítica de las curvas horarias de un reloj temporario horizontal.
Los relojes de horas canónicas aparecen en la Edad Media como una variante simplificada de los relojes de horas temporarias, los trazados de estos relojes emplean "toscos" conceptos científicos. Durante este periodo medieval los relojes de horas temporarias se realizaban en la cultura musulmana. La principal fuente de las traducciones al idioma árabe estuvo compuesta por las bibliotecas bizantinas, y aquellas dentro del escenario del mediterráneo escapó a las persecuciones y migraciones de población. El declive de este tipo de relojes de horas temporarias coincide en gnomónica con el auge de los relojes stilo-axiales (de gnomón paralelo al eje terrestre).

### Trazado en astrolabios

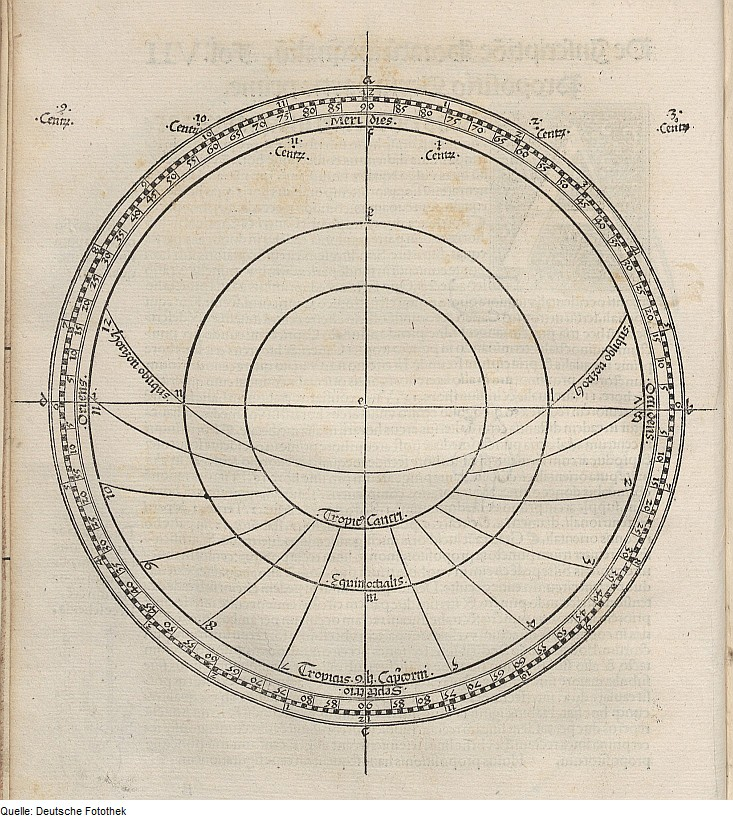
Horas temporarias en el trasero (mater) de un astrolabio.

Los astrolabios han servido desde los siglos IX hasta el XII como instrumentos capaces de realizar medidas, de ayudar al cómputo astronómico e incluso de demostración. Las horas temporarias se representan igualmente en los astrolabios en su parte trasera. La división del arco diurno es interesante en algunos cómputos astronómicos. Suelen representarse las curvas horarias temporarias mediante el empleo de una proyección estereográfica resultando una especie de dibujo en forma de araña. Se suele representar en el limbo la amplitud del arco diurno y como se va seccionando en cada declinación solar. 
El problema de representar las horas tempoarias en los astrolabios era que el diseño solo era válido para una latitud dada, siendo inválido en otras. Perdiendo su característica de portable. En algunos astrolabios se puede incluir una tabla de conversión entre las horas solares temporarias y las horas iguales en función de la latitud del lugar.